# Temporada da ProA de 2023-24
A Temporada 2023-24 da ProA foi a 18ª edição da competição de secundária do basquetebol masculino da Alemanha segundo sua pirâmide estrutural. É organizada pela 2.Bundesliga GmbH sob as normas da FIBA. 

## Clubes participantes
Para a atual temporada permanecem quatorze equipes que disputaram a temporada 2022-23 somados ao FRAPORT Skyliners e BBC Bayreuth rebaixados da BBL 2022-23,  enquanto que RASTA Vechta II e EPG Baskets Koblenz que conseguiram promoção da terceira divisão por critérios desportivos. 
| Clube                            | Cidade               |
| -------------------------------- | -------------------- |
| ART Giants Düsseldorf            | Dusseldórfia         |
| Artland Dragons                  | Quakenbrück          |
| BBC Bayreuth                     | Bayreuth             |
| Bozic Estriche Knights Kirchheim | Kirchheim unter Teck |
| Dresden Titans                   | Dresda               |
| Eisbären Bremerhaven             | Bremerhaven          |
| EPG Baskets Koblenz              | Coblença             |
| FRAPORT Skyliners                | Francoforte do Meno  |
| Gartenzaun24 Baskets Paderborn   | Paderborn            |
| JobStairs Gießen 46ers           | Gießen               |
| Medipolis SC Jena                | Jena                 |
| Nürnberg Falcons                 | Nuremberga           |
| Phoenix Hagen                    | Hagen                |
| PS Kalsruhe Lions                | Carlsrue             |
| RASTA Vechta II                  | Vechta               |
| RÖMERSTROM Gladiators Trier      | Tréveris             |
| Uni Baskets Münster              | Monastério           |
| VfL SparkassenStars Bochum       | Bochum               |

|  |                                          |
|  | Promovidos da ProB na temporada anterior |
|  | Rebaixados da BBL na temporada anterior  |

## Temporada regular

### Tabela de classificação
| Pos. | Clube                            | J  | V  | D  | Pts. | PF   | PC    | Dif. | Classificação        |
| ---- | -------------------------------- | -- | -- | -- | ---- | ---- | ----- | ---- | -------------------- |
| 1    | RÖMERSTROM Gladiators Trier      | 34 | 28 | 6  | 56   | 3035 | 2709  | 326  | Playoffs             |
| 2    | JobStairs Gießen 46ers           | 34 | 25 | 9  | 50   | 2930 | 2758  | 172  | Playoffs             |
| 3    | Phoenix Hagen                    | 34 | 24 | 10 | 48   | 2966 | 2788  | 178  | Playoffs             |
| 4    | FRAPORT Skyliners                | 34 | 24 | 10 | 48   | 2733 | 2505  | 228  | Playoffs             |
| 5    | Medipolis SC Jena                | 34 | 23 | 11 | 46   | 2879 | 2676  | 203  | Playoffs             |
| 6    | Bozic Estriche Knights Kirchheim | 34 | 22 | 12 | 44   | 2779 | 2725  | 54   | Playoffs             |
| 7    | PS Kalsruhe Lions                | 34 | 20 | 14 | 40   | 2797 | 2671  | 126  | Playoffs             |
| 8    | Uni Baskets Münster              | 34 | 20 | 14 | 40   | 2849 | 2826  | 23   | Playoffs             |
| 9    | Dresden Titans                   | 34 | 17 | 17 | 34   | 2940 | 2784  | 156  |                      |
| 10   | Eisbären Bremerhaven             | 34 | 17 | 17 | 34   | 2870 | 2877  | -7   |                      |
| 11   | BBC Bayreuth                     | 34 | 15 | 19 | 30   | 2776 | 2895  | -119 |                      |
| 12   | Nürnberg Falcons                 | 34 | 12 | 22 | 24   | 2707 | 2845  | -138 |                      |
| 13   | RASTA Vechta II                  | 34 | 12 | 22 | 24   | 2792 | 2958  | -166 |                      |
| 14   | ART Giants Düsseldorf            | 34 | 11 | 23 | 22   | 2774 | 2936  | -162 |                      |
| 15   | Artland Dragons                  | 34 | 10 | 24 | 20   | 2664 | 2866  | -202 |                      |
| 16   | EPG Baskets Koblenz              | 34 | 10 | 24 | 20   | 2541 | 2.748 | -207 |                      |
| 17   | VfL SparkassenStars Bochum       | 34 | 9  | 25 | 18   | 2838 | 3.029 | -191 | Rebaixados para ProB |
| 18   | Gartenzaun24 Baskets Paderborn   | 34 | 7  | 27 | 14   | 2656 | 2.930 | -274 | Rebaixados para ProB |

### Partidas
| Casa\Visitante                   | DÜS    | ART    | BAY     | KIR   | DRE     | BRE     | KOB    | FRA   | PAD    | GIE    | JEN   | NÜR    | HAG    | KAL    | VEC    | TRI    | MÜN    | BOC     |
| -------------------------------- | ------ | ------ | ------- | ----- | ------- | ------- | ------ | ----- | ------ | ------ | ----- | ------ | ------ | ------ | ------ | ------ | ------ | ------- |
| ART Giants Düsseldorf            |        | 87-78  | 96-89   | 76-79 | 82-78   | 75-86   | 89-96  | 85-93 | 71-88  | 62-90  | 73-62 | 89-82  | 80-96  | 67-84  | 88-84  | 73-74  | 65-67  | 78-80   |
| Artland Dragons                  | 70-87  |        | 83-70   | 73-88 | 68-84   | 80-91   | 75-85  | 82-76 | 73-72  | 78-79  | 89-90 | 101-80 | 101-90 | 58-73  | 81-84  | 97-90  | 77-92  | 87-84   |
| BBC Bayreuth                     | 76-71  | 76-92  |         | 91-84 | 86-80   | 84-87   | 97-72  | 62-80 | 88-78  | 87-70  | 86-83 | 92-73  | 91-89  | 77-71  | 87-73  | 76-99  | 86-89  | 100-80  |
| Bozic Estriche Knights Kirchheim | 87-79  | 93-87  | 87-67   |       | 78-91   | 87-73   | 82-71  | 74-82 | 85-68  | 105-99 | 87-75 | 82-69  | 77-76  | 77-74  | 85-75  | 65-82  | 82-80  | 80-82   |
| Dresden Titans                   | 86-70  | 86-95  | 66-75   | 73-84 |         | 91-81   | 87-59  | 59-81 | 107-68 | 85-88  | 85-78 | 84-76  | 82-89  | 89-92  | 97-94  | 71-76  | 93-69  | 106-82  |
| Eisbären Bremerhaven             | 80-78  | 80-74  | 100-87  | 78-87 | 81-87   |         | 86-95  | 90-94 | 108-89 | 90-97  | 74-93 | 89-84  | 84-89  | 93-76  | 71-109 | 94-75  | 83-91  | 88-73   |
| EPG Baskets Koblenz              | 79-90  | 87-66  | 93-63   | 73-57 | 74-99   | 58-62   |        | 54-69 | 73-81  | 76-91  | 64-82 | 76-83  | 63-76  | 77-93  | 72-70  | 66-63  | 74-80  | 95-92   |
| FRAPORT Skyliners                | 71-65  | 91-95  | 66-63   | 79-77 | 79-75   | 84-78   | 74-71  |       | 95-56  | 94-67  | 65-77 | 68-61  | 81-91  | 69-80  | 89-61  | 77-84  | 91-60  | 100-74  |
| Gartenzaun24 Baskets Paderborn   | 88-82  | 89-94  | 84-80   | 70-71 | 100-106 | 90-98   | 75-79  | 72-78 |        | 78-88  | 77-73 | 96-98  | 84-93  | 70-72  | 89-77  | 93-94  | 62-79  | 77-69   |
| JobStairs Gießen 46ers           | 116-88 | 92-80  | 100-72  | 72-70 | 89-88   | 74-69   | 74-63  | 69-92 | 92-70  |        | 92-83 | 95-84  | 87-68  | 88-75  | 90-91  | 81-85  | 98-94  | 90-82   |
| Medipolis SC Jena                | 107-80 | 86-76  | 68-85   | 98-95 | 82-79   | 77-80   | 96-79  | 86-75 | 85-61  | 95-86  |       | 85-68  | 92-81  | 89-71  | 86-67  | 93-101 | 76-64  | 89-84   |
| Nürnberg Falcons                 | 84-70  | 115-79 | 95-97   | 86-92 | 78-93   | 65-79   | 84-70  | 63-78 | 71-62  | 66-81  | 70-92 |        | 89-85  | 82-67  | 78-90  | 70-82  | 62-84  | 78-69   |
| Phoenix Hagen                    | 80-65  | 91-69  | 87-63   | 88-74 | 88-101  | 86-77   | 101-82 | 85-74 | 100-92 | 86-85  | 79-69 | 77-67  |        | 101-80 | 86-94  | 76-70  | 87-77  | 110-101 |
| PS Kalsruhe Lions                | 83-70  | 76-73  | 82-81   | 90-94 | 91-86   | 82-74   | 90-75  | 68-70 | 108-75 | 77-78  | 83-91 | 91-74  | 71-79  |        | 95-67  | 92-96  | 73-103 | 96-92   |
| RASTA Vechta II                  | 93-79  | 88-98  | 107-77  | 81-88 | 83-79   | 84-95   | 67-60  | 96-78 | 101-75 | 88-89  | 83-93 | 77-96  | 79-98  | 75-93  |        | 63-81  | 73-103 | 98-86   |
| RÖMERSTROM Gladiators Trier      | 86-78  | 111-81 | 96-88   | 95-67 | 91-82   | 89-76   | 84-68  | 90-55 | 87-85  | 89-71  | 83-95 | 101-85 | 90-75  | 73-71  | 104-78 |        | 103-94 | 97-75   |
| Uni Baskets Münster              | 85-68  | 97-94  | 116-111 | 89-75 | 96-87   | 89-82   | 94-88  | 67-91 | 78-68  | 77-82  | 81-70 | 86-94  | 88-92  | 64-84  | 86-81  | 95-117 |        | 90-83   |
| VfL SparkassenStars Bochum       | 85-99  | 80-79  | 98-66   | 83-84 | 81-98   | 104-113 | 76-74  | 68-94 | 77-74  | 76-90  | 73-83 | 86-97  | 109-91 | 75-89  | 106-61 | 103-97 | 70-81  |         |

## Playoffs

### Quartas de finais
| Time 1                      | Série | Time 2                           | 1º Jogo | 2º Jogo | 3º Jogo | 4º Jogo | 5º Jogo |
| --------------------------- | ----- | -------------------------------- | ------- | ------- | ------- | ------- | ------- |
| RÖMERSTROM Gladiators Trier | 3 - 0 | Uni Baskets Münster              | 85 - 69 | 90 - 74 | 88 - 75 | -       | -       |
| FRAPORT Skyliners           | 3 - 1 | Medipolis SC Jena                | 89 - 74 | 76 - 77 | 74 - 63 | 78 - 64 | -       |
| JobStairs Gießen 46ers      | 1 - 3 | PS Kalsruhe Lions                | 89 - 74 | 82 - 98 | 79 - 87 | 86 - 87 | -       |
| Phoenix Hagen               | 3 - 2 | Bozic Estriche Knights Kirchheim | 78 - 83 | 72 - 68 | 78 - 97 | 76 - 68 | 91 - 66 |

### Semifinais
| Time 1                      | Série | Time 2            | 1º Jogo | 2º Jogo | 3º Jogo  | 4º Jogo | 5º Jogo |
| --------------------------- | ----- | ----------------- | ------- | ------- | -------- | ------- | ------- |
| RÖMERSTROM Gladiators Trier | 2 - 3 | FRAPORT Skyliners | 70 - 72 | 90 - 86 | 89 - 68  | 73 - 74 | 76 - 85 |
| PS Kalsruhe Lions           | 3 - 1 | Phoenix Hagen     | 82 - 70 | 73 - 84 | 100 - 67 | 93 - 72 | -       |

### Final
| Time 1            | Agregado  | Time 2            | 1º Jogo | 2º Jogo |
| ----------------- | --------- | ----------------- | ------- | ------- |
| FRAPORT Skyliners | 159 - 185 | PS Kalsruhe Lions | 79 - 93 | 80 - 92 |

### Promovidos para aBBL
- PS Kalsruhe Lions[6][nota 2]
- FRAPORT Skyliners[7]

### Rebaixados para aProB
- VfL SparkassenStars Bochum[8]
- Gartenzaun24 Baskets Paderborn[9]

## Artigos relacionados
- Bundesliga
- 2.Bundesliga ProB
- Regionalliga
- Seleção Alemã de Basquetebol